# Marciano Vink
Marciano Carlos Alberto Vink (Paramaribo, 17 oktober 1970) is een Nederlands voormalig profvoetballer, die als middenvelder onder andere speelde bij Ajax en PSV. Hij kwam tweemaal uit voor het Nederlands voetbalelftal.

## Voetbalcarrière

### Ajax
Vink werd in Suriname geboren, maar de familie verhuisde al snel naar Nederland. Hij begon zijn actieve voetbalcarrière bij TOS-Actief en ADE om vervolgens bij Ajax in de jeugd terecht te komen in een lichting met onder andere Richard Witschge, Dennis Bergkamp, Bryan Roy, Michel Kreek, Ronald de Boer en Frank de Boer. Ook hem werd een grote toekomst toebedeeld. In het begin van zijn carrière werd Vink veelvuldig vergeleken met Frank Rijkaard. Hij was verdedigend sterk, had een goed tactisch overzicht en was zowel op rechts of centraal op het middenveld als in de laatste linie inzetbaar. Tussen 1988 en 1993 speelde Vink 107 wedstrijden waarin hij dertien keer scoorde voor Ajax. Prijzen won hij ook met Ajax, in 1990 landskampioen, in 1992 de UEFA Cup, in 1993 de KNVB beker en de Nederlandse Supercup.

### Genoa
In de winter van 1993 verliet Vink Ajax, nadat hij een, in zijn ogen te laag ingeschaalde, contractverlenging naast zich neer had gelegd. Hij tekende een contract bij Genoa 1893 in de Serie A, waar op dat moment ook John van 't Schip speelde. In totaal was er een transfersom gemoeid van rond de 5 miljoen gulden. In zijn eerste seizoen speelde hij, door de sterke concurrentie van andere buitenlandse spelers, slechts dertien wedstrijden, waarvan het merendeel korte invalbeurten, en maakte hij twee doelpunten, waaronder een legendarisch doelpunt tegen Sampdoria. Toch wist hij in Italië niet te overtuigen en na één seizoen vertrok hij weer uit de Serie A.

### PSV
In 1994 keerde hij op de Nederlandse velden terug, bij PSV, dat bezig was zijn selectie weer op peil te brengen na de reorganisatie door Aad de Mos in het seizoen 1993-1994. In zijn periode bij PSV had Vink te maken met diverse blessures, waardoor hij nooit kon uitgroeien tot een vaste waarde in het elftal. In zijn eerste seizoen speelde hij slechts zes wedstrijden, maar in de seizoenen die volgden wist hij tot 22 en 19 wedstrijden te komen, waarna zijn contract verlengd werd.
In de Champions League van 1997-1998 ging het echter mis, toen hij na een sliding van Luís Figo in de wedstrijd FC Barcelona - PSV zwaar geblesseerd raakte. Vink spendeerde twee jaar bij PSV aan zijn revalidatie, maar zou voor de Eindhovense ploeg nooit meer in actie komen. In 1999 werd zijn contract niet verlengd en moest hij zijn actieve carrière beëindigen. Hij maakte desalniettemin deel uit van de selectie die in 1996 de KNVB beker, in 1997 het landskampioenschap en in 1997 en 1998 de Johan Cruijff-schaal won.

### Rentree
Halverwege het seizoen 1999-2000 maakte Vink echter alweer, zij het op amateurbasis, zijn rentree in het betaald voetbal bij FC Den Haag. Hier speelde hij uiteindelijk slechts 5 wedstrijden, maar Vink wilde graag verder kijken.
In het seizoen 2001-2002 kreeg Vink van Ajax de kans zijn carrière op te pakken in Zuid-Afrika bij Ajax Cape Town, waar de club bezig was een satellietclub op te richten. Onder leiding van John Comitis en Rob Moore, kreeg die samenwerking gestalte. Men was op zoek naar dragende spelers, die een professionele cultuur konden overbrengen. Vink verbleef slechts één seizoen in Zuid-Afrika, waarin hij 13 wedstrijden zou spelen. Hij behaalde echter nooit meer het niveau van voor 1997.
Na het beëindigen van zijn professionele voetbalcarrière is Vink nog actief geweest in de voetballerij als zaakwaarnemer. Na zijn voetbalcarrière werd Vink ook bekend als pokerspeler. In januari 2011 won hij 1,4 miljoen euro in het Holland Casino Amsterdam.
Sinds 2020 is Vink werkzaam als analist bij ESPN.

### Oranje
Hij was Nederlands jeugdinternational en nam deel aan het Europees kampioenschap voetbal onder 18 - 1988 en het Europees kampioenschap voetbal onder 21 - 1992. Vink werd op 20-jarige leeftijd geselecteerd door de toenmalige bondscoach Rinus Michels om op 13 maart 1991 voor Oranje aan te treden in de EK-kwalificatiewedstrijd tegen Malta voor het Europees kampioenschap voetbal 1992 in Zweden. Een maand later, op 17 april 1991, was hij ook van de partij in de kwalificatiewedstrijd tegen Finland. Vervolgens werd hij als gevolg van blessures en andere omstandigheden nooit meer geselecteerd voor het Nederlands elftal en bleef daarom steken op een aantal van twee interlands.

### Privé
In de nacht van zondag 16 januari 2011 won Vink, met een inzet van 3,50 euro, 1,4 miljoen uit een spelautomaat in het Holland Casino van Amsterdam.
De zoon van Vink, Skye Vink, is eveneens voetballer en staat sinds juli 2025 onder contract bij Ajax.

## Erelijst
| Competitie           |        |            |      |      |
| Competitie           | Aantal | Jaren      |      |      |
| Ajax                 | Ajax   | Ajax       | Ajax | Ajax |
| -------------------- | ------ | ---------- | ---- | ---- |
| Internationaal       |        |            |      |      |
| UEFA Cup             | 1x     | 1991/92    |      |      |
| Nationaal            |        |            |      |      |
| Eredivisie           | 1x     | 1989/90    |      |      |
| KNVB beker           | 1x     | 1992/93    |      |      |
| PSV                  |        |            |      |      |
| Eredivisie           | 1x     | 1996/97    |      |      |
| KNVB beker           | 1x     | 1995/96    |      |      |
| Johan Cruijff Schaal | 2x     | 1997, 1998 |      |      |

## Carrière-overzicht
| Seizoen   | Club              | Wedstrijden | Doelpunten | Competitie         |
| --------- | ----------------- | ----------- | ---------- | ------------------ |
| 1988–1989 | Ajax              | 2           | 1          | Eredivisie         |
| 1989–1990 | Ajax              | 21          | 2          | Eredivisie         |
| 1990–1991 | Ajax              | 27          | 1          | Eredivisie         |
| 1991–1992 | Ajax              | 26          | 1          | Eredivisie         |
| 1992–1993 | Ajax              | 31          | 8          | Eredivisie         |
| 1993–1994 | Genoa 1893        | 13          | 2          | Serie A            |
| 1994–1995 | PSV               | 6           | 1          | Eredivisie         |
| 1995–1996 | PSV               | 23          | 2          | Eredivisie         |
| 1996–1997 | PSV               | 19          | 2          | Eredivisie         |
| 1997–1998 | PSV               | 1           | 0          | Eredivisie         |
| 1998–1999 | PSV               | 0           | 0          | Eredivisie         |
| 1999–2000 | FC Den Haag       | 5           | 0          | Eerste divisie     |
| 2000/01   | Geen club         | -           | -          | -                  |
| 2001/02   | Ajax Cape Town    | 13          | 1          | Castle Premiership |
| 1991      | Nederlands elftal | 2           | 0          |                    |
| Totaal    | Totaal            | 189         | 21         |                    |